# Гопиус, Андрей Андреевич
Андрей Андреевич (Генрих) Гопиус (1796 — неизвестно) — русский архитектор, представитель провинциального классицизма. Войсковой архитектор в Уральском казачьем войске и губернский архитектор в Уфе. Автор проектов зданий в Уральске, Оренбурге и Уфе, входящих ныне в списки памятников истории и архитектуры.

## Биография
Генрих Гопиус родился в 1796 году в семье чиновников (в служебном формуляре указано — сын комиссара), в православии получил имя Андрея Андреевича.
В 1818 году окончил курс Академии художеств в Петербурге, получив при выпуске звание художника-архитектора 14-го класса. В 1823—1831 годах служил в придворной конюшенной конторе «по чертежной части при архитекторе Шустове». В этот же период он женился, его супругой стала дворянка Елизавета Львова.
В 1831 году, с отъездом из Уральска архитектора Дельмедино, атаман Уральского войска Василий Покатилов обратился к оренбургскому генерал-губернатору Сухтелену с просьбой о помощи в поиске замены. Сухтелен обратился к своему петербургскому знакомому — Алексею Николаевичу Оленину, директору Публичной библиотеки, с просьбой порекомендовать кого-либо из молодых архитекторов для работы в Уральске. В ответ Сухтелену Оленин написал: «Я поручал приискать желающих правящему должность ректора Императорской Академии художеств профессору Мельникову, который донес, что архитектор 14-го класса Гопиус изъявил желание служить при Уральской войсковой канцелярии архитектором».
При этом Оленин сообщил, что со своей стороны Гопиус выставил следующие требования к командованию Уральского войска: «…жалования получать ему по тысяче двести рублей в год, с казенною квартирой, отоплением и освещением оной, а для проезда получить прогоны и на путевые издержки четыреста рублей…» Требования оказались для Уральска не чрезмерными и согласие было дано.
С 3 декабря 1831 года Гопиус приступил к работе в Уральском казачьем войске. Должности архитектора в штатном расписании войска не было, и, как его предшественник Дельмедино, Гопиус числился фортификатором и «содействовал устроению по линии укреплений и казарм». В 1835 году был награждён орденом Станислава 4-й степени, произведён в 12-й класс. В этот же год в его семье родился сын. Одновременно атаман Покатилов ищет помощи у оренбургского губернатора Перовского о внесении в штатное расписание Уральского войска должности архитектора. Перовский обратился с ходатайством к императору Николаю, ссылаясь на введение ранее подобной должности в Донском войске. Император к доводам прислушался и в 1837 году повелел ввести должность войскового архитектора, соответствующую X классу Табели о рангах. В соответствии с этим Гопиус был произведён «в 10-й класс с присвоением мундира». Как архитектор, Гопиус известен проектами зданий Войскового хозяйственного правления в Уральске, Контрольной палаты и Дома военного генерал-губернатора в Оренбурге. Он также стал архитектором (проект был начат Дельмедино) собора Благоверного князя Александра-Невского, главного православного храма в Уральском войске, в закладке которого в 1837 году принял участие наследник престола Александр Николаевич. По его проектам были построены церкви в станицах и форпостах уральских казаков — Преображения Господня в Бударино, Успения Богородицы в Январцево, Знамения Божьей Матери в крепости Кулагиной и ряд других. Гопиус называется в списке собеседников Александра Сергеевича Пушкина во время его приезда в Уральск в 1833 году.
Завершив свою службу войскового архитектора в Уральске, в 1842 году Гопиус перебрался в Уфу, где получил должность губернского архитектора. По его проектам или под его надзором в Уфе были возведены здание Дворянского собрания, резиденция уфимского губернатора, здание Магометанского духовного собрания, здания богоугодных заведений.
- Главный войсковой собор Александра Невского (разрушен) в Уральске
- Войсковое хозяйственное правление в Уральске
- Здание Контрольной палаты (усадьба Еникуцева А. И.) в Оренбурге, ныне - Исторический музей
- Дом военного губернатора в Оренбурге
- Дом губернатора в Уфе
- Здание Дворянского собрания в Уфе